# الجهاز الرقمي

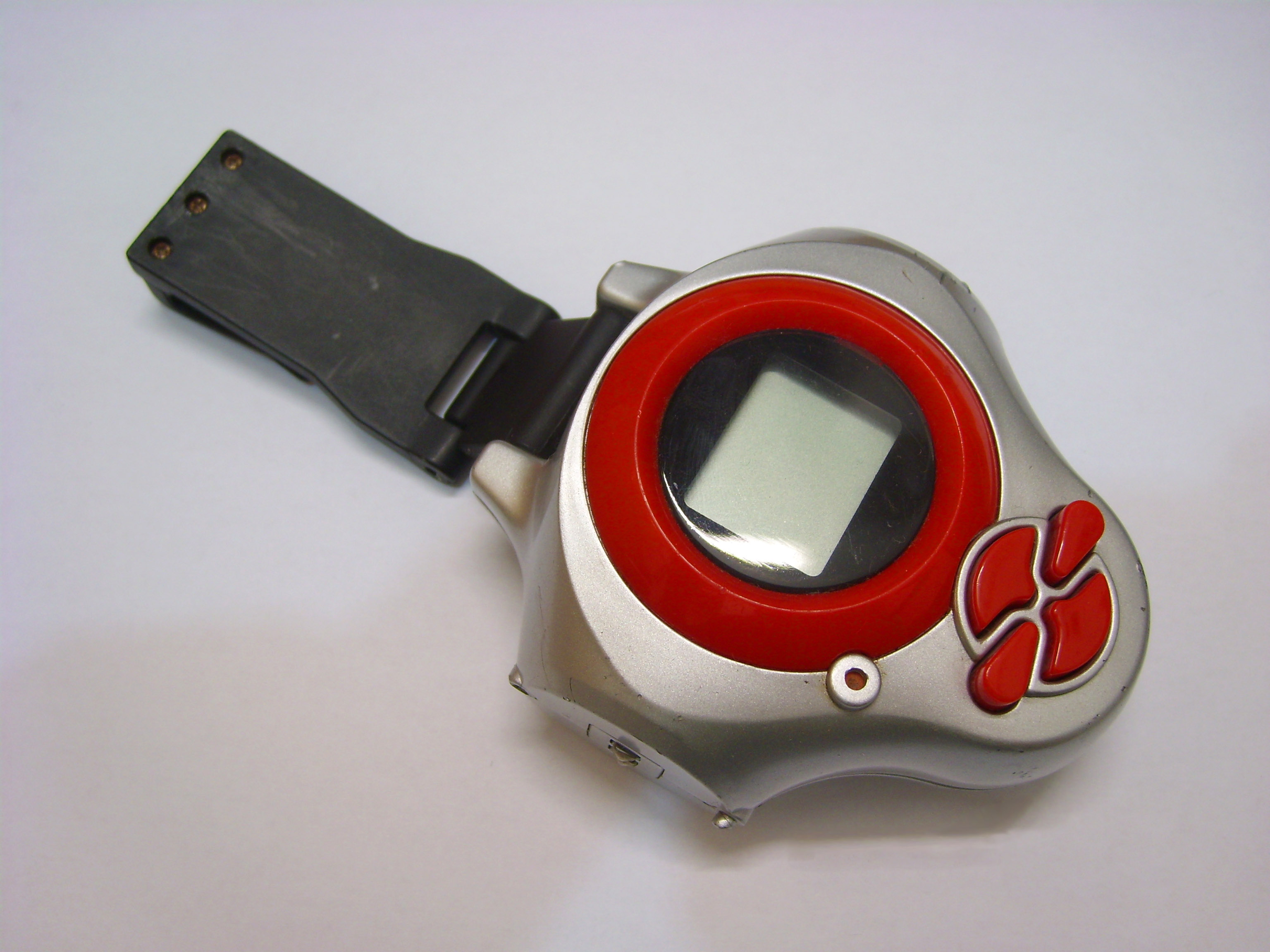
لعبة ديجيفايس مُشتقة من الجهاز الرقميّ للجزء الثالث.

الجهاز الرقمي أو المُسمى في الإصدار الياباني ديجيفايس (باليابانية: デジ ヴァイス، بالروماجي: Dejivaisu) (بالإنجليزية: Digivice)‏ وهي كلمةٌ مُشتقةٌ من جمع كلمتيّن هما جهاز (Device) ورقمي (Digital). هو جهازٌ خيالي في سلسلة الأنمي والمانغا اليابانية ديجيمون المعروفة بالوطن العربي بأبطال الديجيتال، يتمّلك هذا الجهاز الشخصيات الرئيسيّة وهم الأبطال المعنيّين في السلسلة، تُعتبر هذه الأداة أساس التطوّر في السلسلة، بحيث أنه يُمكّن البطل المعنيّ بمساعدة مُرافقه الرقميّ من التطوّر، كما أن له وظائف أخرى كتخزين البيانات وأن يكون أداة استدلال مع الأجهزة الأخرى وعدة وظائف ثانويّة أخرى، تختلف هيئة هذه الأجهزة وطريقة عملها من سلسلةٍ إلى أخرى، والجهاز وإن اختلف شكله يكون حجمه غالباً بحجم كفْ اليد، عادةً هذه الأجهزة تكون مُتلونة حسب صفة صاحبها أو الانطباع المعروف عنه في بعض الإصدارات، وبعض هذه الأجهزة تعمل عن طريق البطاقات والبعض الآخر يعمل عن طريق الأشعة التي تتوهج من خلال الصفات الداخليّة.

## الأجهزة
| الصورة | الاسم الأصلي                                                                      | الإصدار                            |
| ------ | --------------------------------------------------------------------------------- | ---------------------------------- |
|        | ديجيفايس (デジヴァイス Dejivaisu)                                                 | الجزء الأول ديجيمون أدفنتشر تراي   |
|        | ديجيفايس 01 (デジヴァイス０１ Dejivaisu 01)                                       | ديجيمون أدفنتشر في تيمر 01 (مانغا) |
|        | دي-3 (D-3 Dī Surī)                                                                | الجزء الثاني                       |
|        | دي-ارك (ディーアーク Dī Āku)                                                      | الجزء الثالث                       |
|        | دي-سكانير (ディースキャナ Dī Sukyana)                                             | الجزء الرابع                       |
|        | دي سيبر ديجيفايس (ディーサイバーデジ ヴァイス Dī Saibā Dejivaisu)                 | دي سيبر (مانها)                    |
|        |                                                                                   | الجزء الخامس                       |
|        | ديجيفايس بورست (デジヴァイスバースト Dejivaisu Bāsuto)                            | الجزء الخامس                       |
|        | دارك ديجيفايس (ダークデジヴァイス Dāku Dejivaisu)                                 | الجزء الخامس                       |
|        | بايو-هايبيرد ديجيفايس (バイオハイブリッド デジヴァイス Baio Haiburiddo Dejivaisu) | الجزء الخامس                       |
|        | ديجيمون توين ديجيفايس (デジモンツイン Dejimon Tsuin)                              | ديجيمون نيكست (مانغا)              |
|        | ديجيمون كروس لودر (デジモンクロスローダー Dejimon Kurosurōdā)                     | الجزء السادس                       |